# Повінь у Загребі (1964)

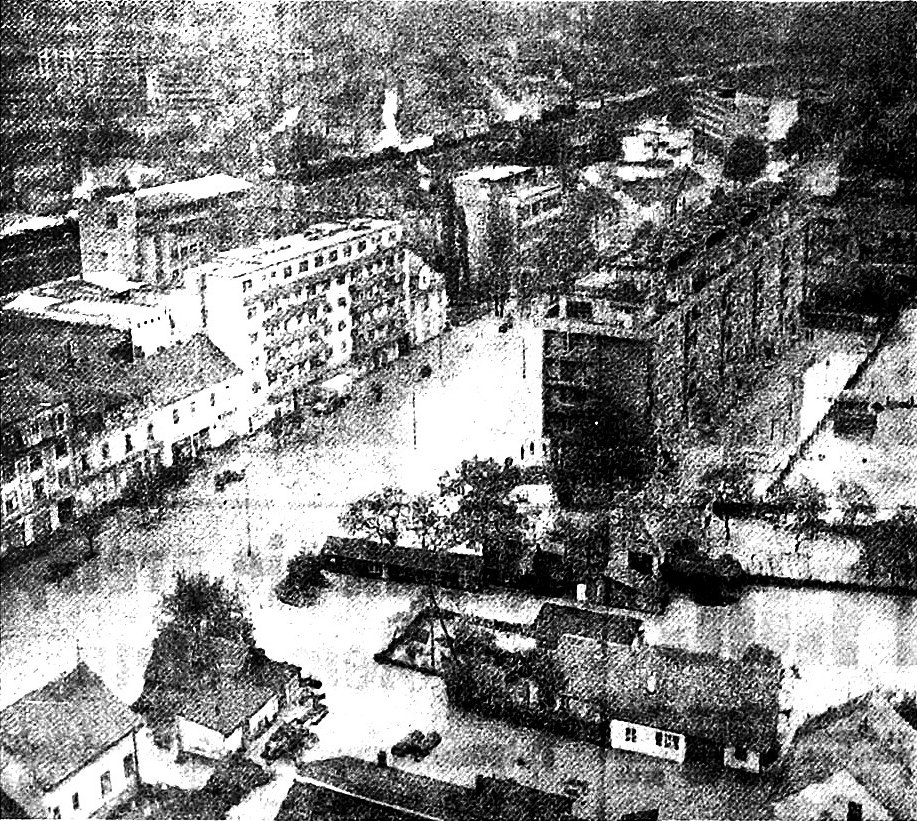
Савський шлях під час повені

Повінь у Загребі 1964 року (хорв. Poplava u Zagrebu 1964. godine) — найбільша природна катастрофа за всю історію Загреба. Викликана розливом річки Сава, яка, вийшовши з берегів, затопила третину міста, жителів якого не було попереджено або вчасно оповіщено про стрімке зростання рівня води в Саві. Найбільше постраждали міські райони Трешнєвка, Трнє, Пещениця і Новий Загреб.

## Історія

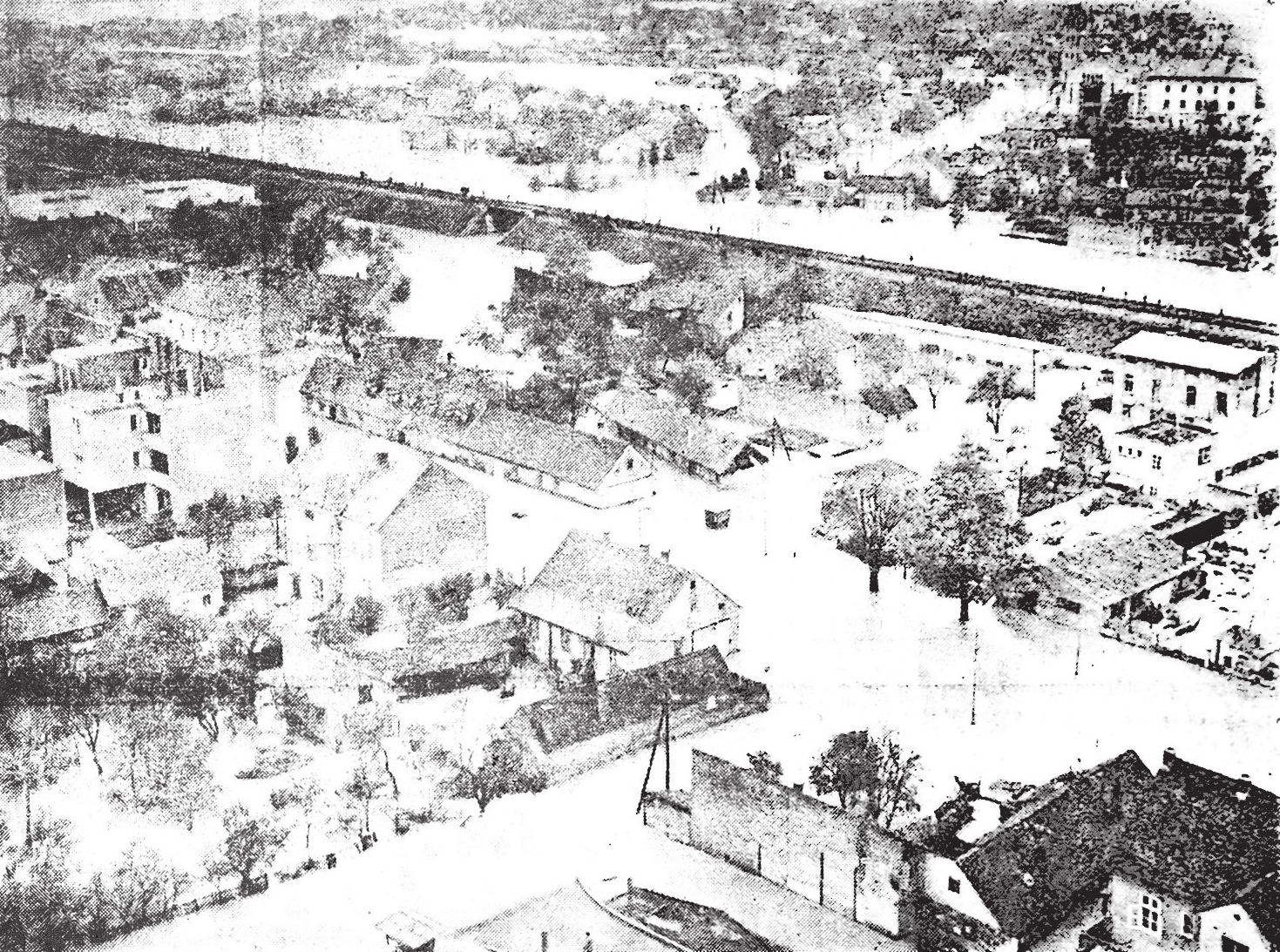
Кнежія під час повені

Тривалі дощі у верхній течії річки Сави спричинили підвищення рівня води, який почав нестримно зростати з неділі 25 жовтня 1964, досягши свого піку в ніч проти 26 жовтня 1964 року. На ранок Сава прорвала дамбу і ринула в місто. У старій частині Загреба забив на сполох дзвін, тоді як у решті міста не оголосили ніякої тривоги. По радіо і на телебаченні теж повідомили про це із запізненням.
О восьмій годині ранку рівень води дістався позначки 514 см. Розбурхана річка залила третину Загреба, а вода охопила понад 6000 га власне міської території, де проживало 183 тис. людей. Уся південна частина хорватської столиці завдовжки 14 км і завширшки від 1 до 4 км була вкрита водою, що становило 49 км 2 території міста. Повінь забрала 17 життів, 65 людей травмувала, залишила без домівок 40 тис. осіб, повністю зруйнувала 10 тис. помешкань, 3297 господарських будівель, 61 трансформаторну підстанцію, пошкодила 120 підприємств, 2 кілометри шосейних доріг, зіпсувала 65 відсотків будівельного матеріалу зі складу та завдала збитків низці інших матеріальних і культурних цінностей. За оцінками, загальні збитки становили понад 100 млн. доларів США або 100 млрд югославських динарів, тобто 8,19 % національного доходу СР Хорватія. Близько 13 000 учнів і студентів залишилися без навчальних приміщень. Було затоплено приблизно 350 км доріг.

Газета Vjesnik за 1964 рік писала:
У неділю, 25 жовтня 1964 р., Сава протягом дня різко піднялася. Міський штаб захисту від стихійних лих сповіщав про дедалі більшу небезпеку. Стривожилися і у «Віснику», адже підприємство розміщувалося на головних напрямках прориву води. Почалося ввечері. Сава розлилася. Були спроби захиститися зведеними наспіх бар'єрами. З підвалу витягли рулони паперу і рятували те, що могли. Але все було марно. Вода зі страхітливою силою сунула з Одранської та від автостради. Вона також почала вириватися і з-під землі. Своєю чергою, вода проривалася і з водовідвідних каналів. Вона піднялася і дуже швидко затопила всі склади та нижню частину устаткування. Водночас вир охопив усю будівлю. Рівень води піднявся до 1,20 метра. Будівлі і споруди були оточені водою, а підвали та перший поверх затоплені. Буйний потік відносив усе. За півгодини до того, як з'явилася вода, на всій території відключили електрику…
Допомога Загребу надходила з різних куточків світу. Найбільшу допомогу у подоланні наслідків повені надала ЮНА. На підмогу також прийшли повітряні сили. Вертодром знаходився навпроти мерії Загреба, де розміщувався штаб захисту міста від повені та командний пункт боротьби з повінню. Головними засобами пересування тоді були плоти і човни, а в затоплених районах із нижчим рівнем води — і велосипеди. Савським шляхом замість трамваїв перевозили людей човни.
Ця повінь була найбільшим стихійним лихом, яке коли-небудь обрушилося на Загреб. Після повені було вирішено збудувати систему захисту від паводків у Середньому Посав'ї, у межах якого міста Загреб, Карловаць і Сисак, шляхом спорудження захисних дамб, протиповеневих гребель і водоскидних каналів.
Хорватський кінорежисер і сценарист Богдан Жижич зняв про цю повінь документальний фільм «Повінь» (хорв. Poplava).
Попри те, що водна стихія пройшла через дуже густонаселені райони великого міста, це не викликало серйозної паніки серед населення, і, незважаючи на її силу, людських жертв було не так багато. Мешканці організовано підійшли до подолання наслідків надзвичайної ситуації та врятували все, що можна було врятувати, а після відходу води не опустили руки, а з гідним подиву завзяттям поставили постраждале місто на ноги.
Моменти повені зафіксували на плівці найкращі хорватські фотомайстри Звонимир Грчман, Єрко Билач, Алойз Боршич, Іван Гргич, Владко Лозич, Іван Медар, Драго Рендулич, Шиме Радовчич та Йосип Вранич.